# Самір Насрі
Самі́р Насрі́ (фр. Samir Nasri; нар. 26 червня 1987) — французький футболіст алжирського походження, півзахисник збірної Франції та англійського «Манчестер Сіті».

## Клубна кар'єра

### Марсель
В основній команді «Марселя» Самір Насрі дебютував у сезоні 2004/2005. Він зіграв 13 ігор, в 11 з них він виходив на заміну, і забив всього 1 гол, але все ще було попереду, оскільки в тому сезоні йому було лише 17 років. У наступному році на його рахунку було 2 голи у всіх змаганнях. Але в тому сезоні він отримав багатий досвід гри в Кубку УЄФА і Кубку Інтертото. У сезоні 2006/2007 Насрі забив свій перший гол в Чемпіонаті Франції 29 квітня 2007 року а в матчі проти «Сошо».
20 травня 2007 року, Самір Насрі був названий найкращим молодим гравцем чемпіонату Франції, випередивши Джиммі Бріана, Каріма Бензема і Дімітрі Пайєта. Також Насрі був названий вболівальниками гравцем року в Марселі. Він отримав 62 % голосів.

### Арсенал

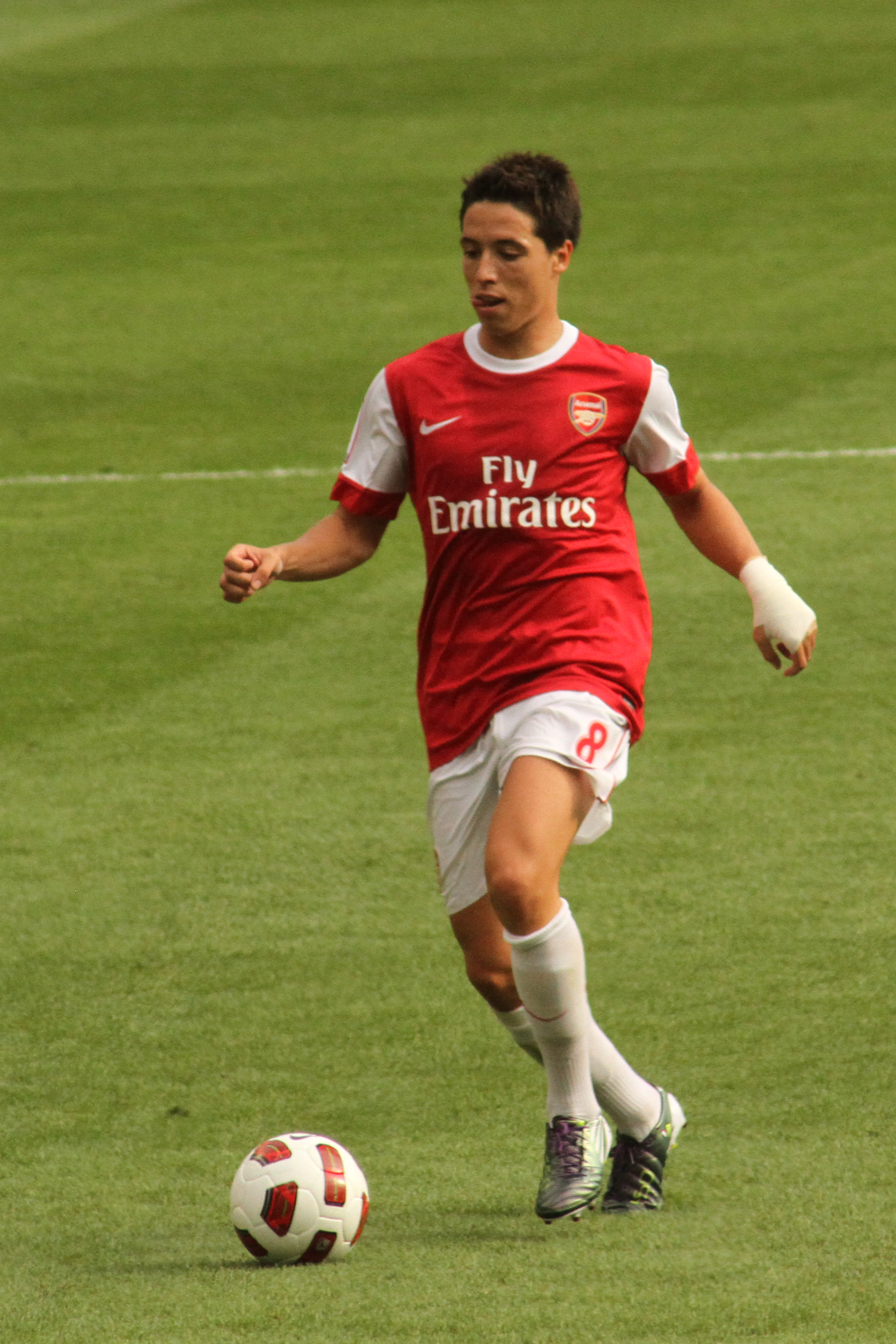
Самір Насрі під час виступів за «Арсенал». 2010 рік.

У сезоні 2008/2009 Насрі забив свій перший гол в Чемпіонаті Англії 16 серпня 2008 року в матчі проти «Вест Бромвіча», який завершився з мінімальним рахунком 1:0. Цей гол став найпершим у новому сезоні Чемпіонату Англії і, відповідно, першим голом Арсеналу в сезоні 2008/2009.
За свою гру Самір вже отримав прізвисько «новий Зінедін Зідан».
23 серпня 2011 року а на своєму офіційному сайті лондонський «Арсенал» повідомив про домовленість з «Манчестер Сіті» про перехід Саміра в манчестерський клуб за 22 мільйона фунтів. 24 серпня 2011 року Насрі підписав контракт з «Манчестер Сіті» терміном на 4 роки.

### Манчестер Сіті
Дебютував за новий клуб 28 серпня в матчі 3 туру чемпіонату Англії проти Тоттенгема. Насрі відіграв всі 90 хвилин і відзначився трьома гольовими передачами, а його команда отримала перемогу з рахунком 5:1. 11 травня 2014 забив один із двох м'ячів у останньому турі АПЛ 2013/14, тим самим допоміг команді виграти трофей.
31 серпня 2016 року Насрі був відданий в оренду іспанської «Севільї» до кінця сезону.

### «Антальяспор»
21 серпня 2017 року Насрі перейшов в турецький клуб «Антальяспор», з яким уклав контракт на два роки. Сума трансферу з урахуванням бонусів склала 3,5 млн євро.

## Збірна
У збірної Франції Самір почав грати ще з юніорських команд.
Насрі отримав перемогу на юніорському (U-17) Чемпіонаті Європи з футболу 2004 у складі збірної Франції. У фінальному матчі Самір забив переможний гол.
Свій перший виклик до основну команду він отримав в 2007 році. Дебют у збірній відбувся 28 березня 2007 року в домашньому матчі проти Австрії. Свій перший гол Насрі забив вже у своєму третьому матчі 6 червня 2007 року у ворота збірної Грузії в кваліфікаційному турнірі на ЄВРО 2008. 9 червня на ЄВРО 2008 у матчі c румунами Самір вийшов на заміну на 77-ій хвилині. Це було його перша поява за національну команду у великому турнірі. Матч закінчився з рахунком 0:0. Наступний матч групового раунду проти Нідерландів (поразка з рахунком 4:1) Насрі пропустив. У поєдинку проти Італії на 10-ій хвилині Самір Насрі вийшов на заміну замість Рібері, який отримав травму. Але через 15 хвилин через те, що центральний захисник французів Ерік Абідаль отримав червону картку, Насрі був замінений. У результаті матч закінчився поразкою французів з рахунком 0:2. Франція посіла останнє місце в своїй групі і припинила виступи на ЄВРО 2008.

## Статистика

### Клубна статистика
В кубку за «Марсель» враховуються Кубок Франції з футболу і Кубок французької ліги з футболу. За «Арсенал» і «Манчестер Сіті» враховуються Кубок Англії з футболу, Кубок Футбольної ліги і Суперкубок Англії з футболу.
| Клуб             | Сезон       | Чемпіонат | Чемпіонат | Чемпіонат | Кубок | Кубок | Кубок | Єврокубки | Єврокубки | Єврокубки | Всього | Всього | Всього |
| Клуб             | Сезон       | Матчі     | Голи      | Паси      | Матчі | Голи  | Паси  | Матчі     | Голи      | Паси      | Матчі  | Голи   | Паси   |
| ---------------- | ----------- | --------- | --------- | --------- | ----- | ----- | ----- | --------- | --------- | --------- | ------ | ------ | ------ |
| Олімпік Марсель  | 2004–05     | 24        | 1         | 0         | 1     | 0     | -     | 0         | 0         | 0         | 25     | 1      | -      |
| Олімпік Марсель  | 2005–06     | 30        | 1         | 0         | 5     | 0     | -     | 11        | 0         | 0         | 45     | 1      | -      |
| Олімпік Марсель  | 2006–07     | 38        | 3         | 6         | 7     | 0     | -     | 4         | 0         | 0         | 48     | 3      | -      |
| Олімпік Марсель  | 2007–08     | 30        | 6         | 11        | 4     | 0     | -     | 8         | 0         | 3         | 42     | 6      | -      |
| За весь час      | За весь час | 122       | 11        | 17        | 17    | 0     | -     | 23        | 0         | 3         | 162    | 11     | -      |
| «Арсенал»        | 2008/2009   | 29        | 6         | 2         | 5     | 0     | 3     | 10        | 1         | 0         | 44     | 7      | 5      |
| «Арсенал»        | 2009/2010   | 26        | 2         | 5         | 2     | 0     | 1     | 6         | 3         | 0         | 34     | 5      | 6      |
| «Арсенал»        | 2010/2011   | 30        | 10        | 1         | 8     | 3     | 1     | 8         | 2         | 3         | 46     | 15     | 5      |
| «Арсенал»        | 2011/2012   | 1         | 0         | 0         | 0     | 0     | 0     | 0         | 0         | 0         | 1      | 0      | 0      |
| За весь час      | За весь час | 86        | 18        | 8         | 15    | 3     | 5     | 23        | 6         | 3         | 125    | 27     | 16     |
| «Манчестер Сіті» | 2011/2012   | 31        | 5         |           | 5     | 1     |       | 9         | 0         |           | 45     | 6      |        |
| «Манчестер Сіті» | 2012/2013   | 27        | 2         |           | 3     | 2     |       | 6         | 1         |           | 38     | 5      |        |
| «Манчестер Сіті» | 2013/2014   | 34        | 7         |           | 5     | 3     |       | 7         | 1         |           | 46     | 11     |        |
| «Манчестер Сіті» | 2014/2015   | 24        | 2         |           | 3     | 0     |       | 6         | 1         |           | 33     | 3      |        |
| «Манчестер Сіті» | 2015/2016   | 7         | 1         |           | 0     | 0     |       | 1         | 0         |           | 8      | 1      |        |
| «Манчестер Сіті» | 2016/2017   | 1         | 0         |           | 0     | 0     |       | 0         | 0         |           | 1      | 0      |        |
| За весь час      | За весь час | 124       | 17        |           | 16    | 6     |       | 29        | 3         |           | 171    | 26     |        |
| За кар'єру       | За кар'єру  | !354      | 48        |           | 50    | 9     |       | 86        | 11        |           | 492    | 68     |        |

- За станом на 6 вересня 2011 р.

### Статистика за збірну Франції
| Команда | Сезон   | Ігри | Голи | Асистував |
| ------- | ------- | ---- | ---- | --------- |
| Франція | 2006–07 | 3    | 1    | 1         |
| Франція | 2007–08 | 9    | 1    | 1         |
| Франція | 2008–09 | 3    | 0    | 0         |
| Франція | 2009-10 | 0    | 0    | 0         |
| Франція | 2010–11 | 7    | 0    | 1         |
| Франція | 2011–12 | 3    | 0    | 0         |
| Всього  | Всього  | 25   | 2    | 3         |

- За станом на 6 вересня 2011 р.

## Досягнення

### Командні
- Чемпіон Англії (2):

«Манчестер Сіті»: 2011-12, 2013-14
- Володар Кубка Ліги (2):

«Манчестер Сіті»: 2013-14, 2015-16
- Володар Суперкубка Англії (1):

«Манчестер Сіті»: 2012
- Переможець Кубка Інтертото (1):

«Марсель»: 2005

### Міжнародні
Франція (U-17)
- Чемпіон Європи (U-17): 2004

### Особисті
- Французький футболіст року: 2010
- Ліга 1: Молодий гравець року (2006–07)